# Alexander Bogs
Alexander Bogs (* 4. Juni 1896 in Berlin; † 21. März 1989 in Quillota, Chile) war ein deutscher Diplomat in der Zeit des Nationalsozialismus.

## Leben
Nach dem Schulbesuch, den er 1912 mit der Mittleren Reife abschloss, ging Bogs zunächst einer kaufmännischen Tätigkeit nach. Ab 1914 nahm er als Infanterist am Ersten Weltkrieg teil, in dem er im November 1914 in französische Kriegsgefangenschaft geriet. Nach seiner Rückkehr aus der Gefangenschaft gehörte Bogs den unter Walther von Lüttwitz stehenden Truppen in Berlin an und war im Januar 1919 an der Niederschlagung des Spartakusaufstandes beteiligt.
In den folgenden Jahren verdiente er seinen Lebensunterhalt als Fremdsprachenkorrespondent und Prokurist der Klavierfabrik Bogs & Voigt. Die letztere Tätigkeit brachte ihm in späteren Jahren in der skandinavischen Presse den Spitznamen Pianoagent ein.
Zum 1. März 1930 trat Bogs, der zuvor der DNVP angehört hatte, in die NSDAP (Mitgliedsnummer 207.624) ein. Für die Partei übernahm er in den Jahren vor der nationalsozialistischen „Machtergreifung“ die Stellung eines Vertreters für die skandinavische Presse.
Am 1. Februar 1933 trat Bogs als Protegé Hermann Görings in die Presseabteilung der Reichsregierung ein, die ressortmäßig im Auswärtigen Amt angesiedelt war und in der er als Pressereferent für nordische Angelegenheiten im Referat IV die skandinavischen Länder bearbeitete. 1935 wurde er als Pressebeirat an die deutsche Gesandtschaft in Oslo versetzt. Im Anschluss an Verwendungen im Lateinamerika-Referat des Auswärtigen Amtes und am Generalkonsulat Valparaíso amtierte Bogs von November 1938 bis Oktober 1939 als Generalkonsul in Malmö.
Bogs gehörte seit dem 4. April 1934 der SS (SS-Nummer 180.139) an, in der er im September 1939 wegen seines „in langen Jahren bewiesenen Einsatz für den SD und die SS“ zum SS-Sturmbannführer befördert wurde.
Nach Kriegsbeginn war er im Generalkonsulat in Mailand tätig, ab Februar 1942 im verbündeten Bulgarien als Konsul in Russe und ab Mai 1943 an der Gesandtschaft in Sofia, bevor er im September 1943 ins Zensurreferat der Abteilung I (Personal und Verwaltung) des Auswärtigen Amtes versetzt wurde. Im Oktober 1944 wurde er zum Arbeitsdienst in der Rüstungsindustrie dienstverpflichtet.
Über seine Entnazifizierung ist nichts bekannt. 1948 wanderte Bogs in die Vereinigten Staaten aus.